# Musée de la défense côtière de Hong Kong
Le musée de la défense côtière de Hong Kong (香港海防博物館, Hong Kong Museum of Coastal Defence), auparavant connu sous le nom de fort de Lei Yue Mun, est situé dans un ancien fort côtier surplombant le canal de Lei Yue Mun (en) dans le quartier de Shau Kei Wan (zh) depuis 2000.
D'une superficie totale de 34 200 m², il accueille une exposition permanente intitulée « 600 ans de défense côtière » (600 years of Coastal Defence) qui raconte l'histoire de la défense du littoral de Hong Kong depuis l'époque de la dynastie Ming, à travers les première et seconde guerre de l'opium et la bataille de Hong Kong, jusqu'à aujourd'hui.

## Histoire
Le 8 décembre 1941, les Japonais lancent l'attaque de l'île de Hong Kong. Après la perte des Nouveaux Territoires et de Kowloon, les forces britanniques renforcent immédiatement les défenses à Lei Yue Mun pour empêcher les Japonais de traverser le canal de Lei Yue Mun depuis Devil's Peak. Les forces de défense réussissent à repousser plusieurs raids des Japonais, mais sont finalement submergées et le fort tombe aux mains de l'ennemi le 19 décembre. Le fort n'a plus aucune signification de défense dans la période d'après-guerre et devient un terrain d'entraînement pour les forces britanniques jusqu'en 1987, date à laquelle il est finalement évacué.
En 1993, le conseil urbain décide de transformer le fort en musée et il ouvre ses portes le 25 juillet 2000.

## Expositions
Le musée se compose de trois zones principales, à savoir la zone d'accueil, la redoute et le sentier historique. Sa structure historique a un vaste espace extérieur avec la conception architecturale unique, une structure de traction forte avec d'autres matériaux de construction traditionnels, qui offre un confort et une sensation historique pour les visiteurs.
Les casemates à l'intérieur de la redoute sont converties en galeries d'exposition pour des expositions permanentes sur l'histoire de la défense côtière de Hong Kong couvrant la période Ming et Qing, la période britannique, l'invasion japonaise et la période suivant la rétrocession de Hong Kong à la Chine.

## Structures militaires historiques
- La redoute : Construite en 1887, elle était autrefois la structure militaire principale du fort de Lei Yue Mun.
- La batterie centrale : Achevée en mars 1887, le fût du canon exposé est un 7 pouces (17,8 cm) Mark 1 à bouche rayé de 4,5 tonnes datant des années 1870.
- La batterie ouest : Deux canons à chargement par la bouche de 23 cm (9 pouces) montés sur cette batterie en mars 1887. Le canon exposé ici, trouvé sur le site du jardin de l'Amirauté en 1990, pèse à lui seul 12 tonnes.
- La station des torpilles : La station à torpilles Brennan (en) de Lei Yue Mun est construite de 1892 à 1894. Elle est creusée dans la roche du promontoire. C'est la dernière à être construite en Grande-Bretagne ou dans ses possessions d'outre-mer.
- La batterie du col de Lei Yue Mun : Construite pour défendre le port des destroyers transportant de petites torpilles à grande vitesse, elle est achevée en mars 1892.

## Accès
Le musée est accessible à pied depuis la station de Shau Kei Wan (en) du métro de Hong Kong.

## Statut
Le musée de la défense côtière de Hong Kong est actuellement fermé pour rénovation. Il est prévu de rouvrir ses portes en 2020. Pendant la fermeture, le musée organise un éventail de programmes de sensibilisation.

## Galerie

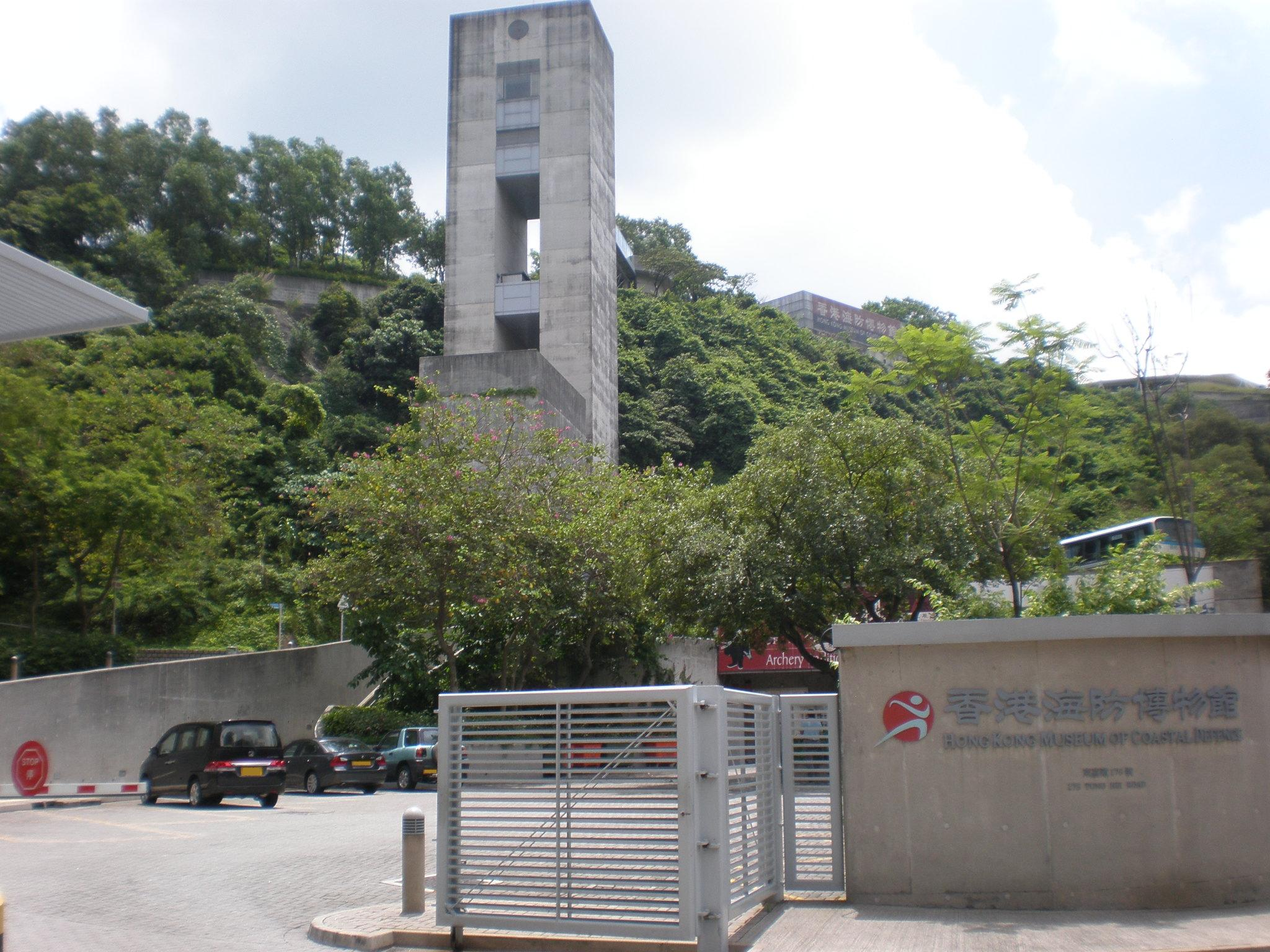
Entrée du musée depuis la rue.
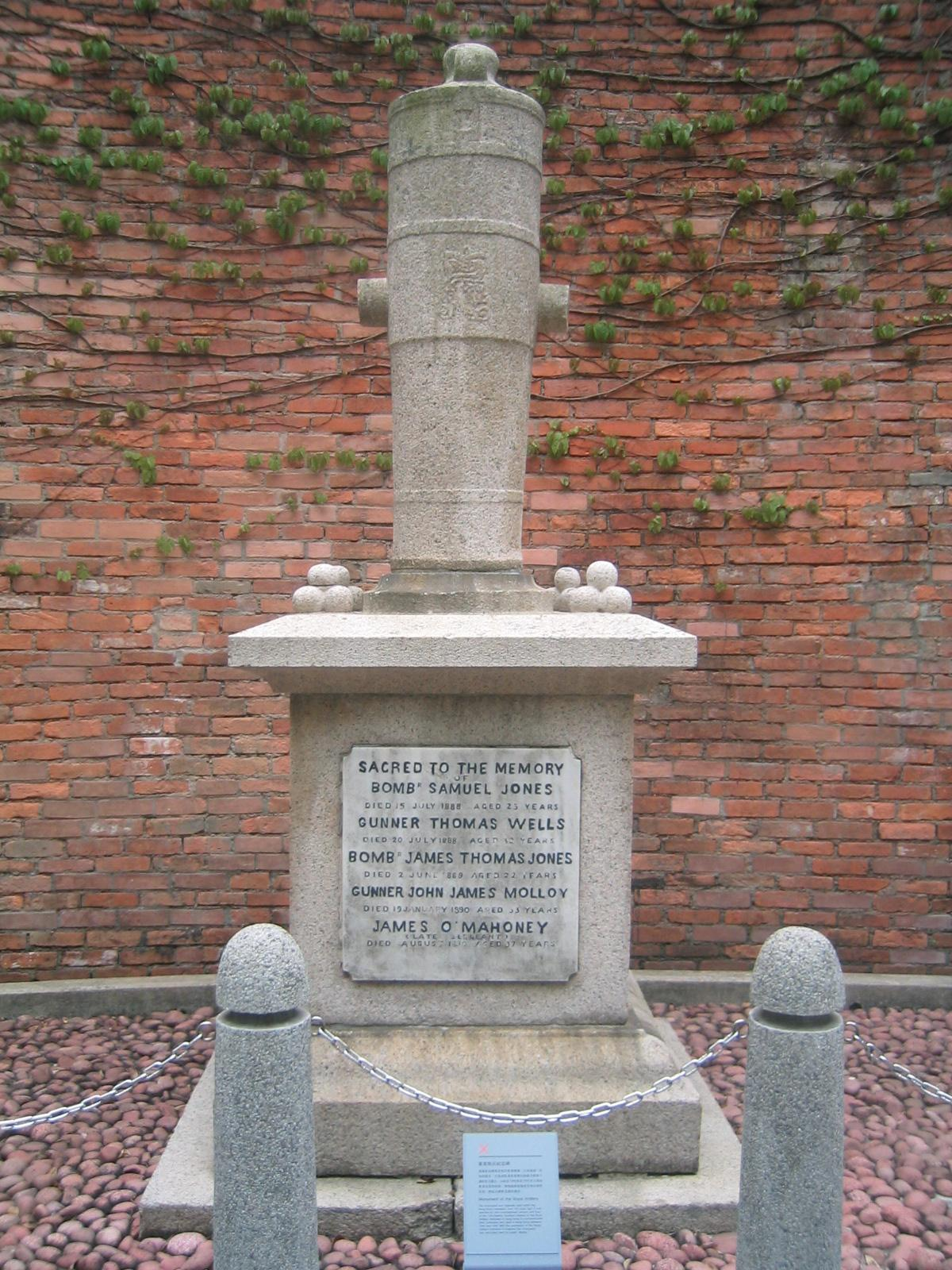
Monument commémoratif.
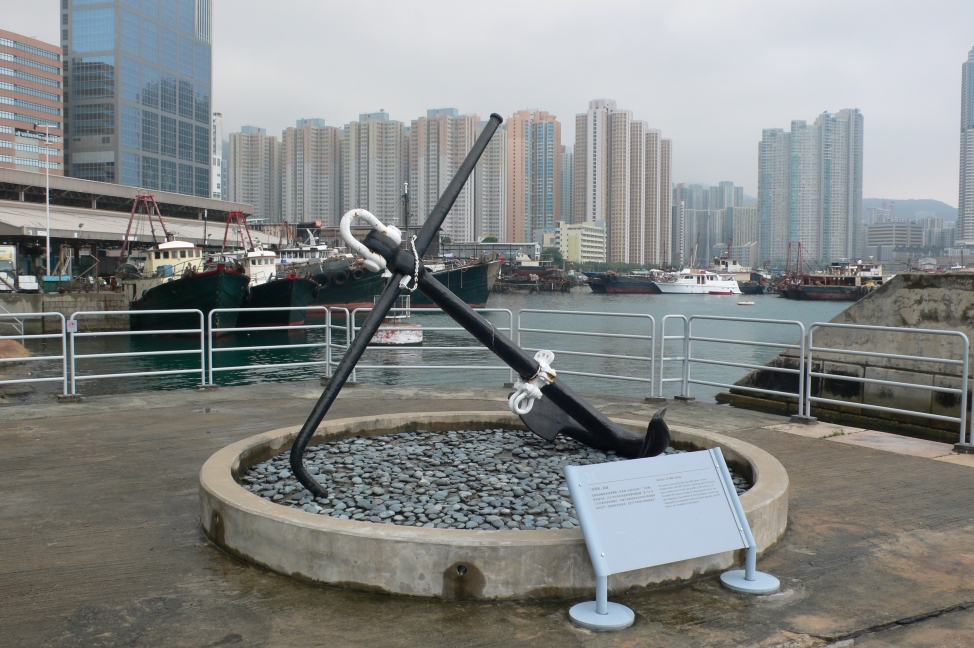
L'ancre du HMS Tamar (en).
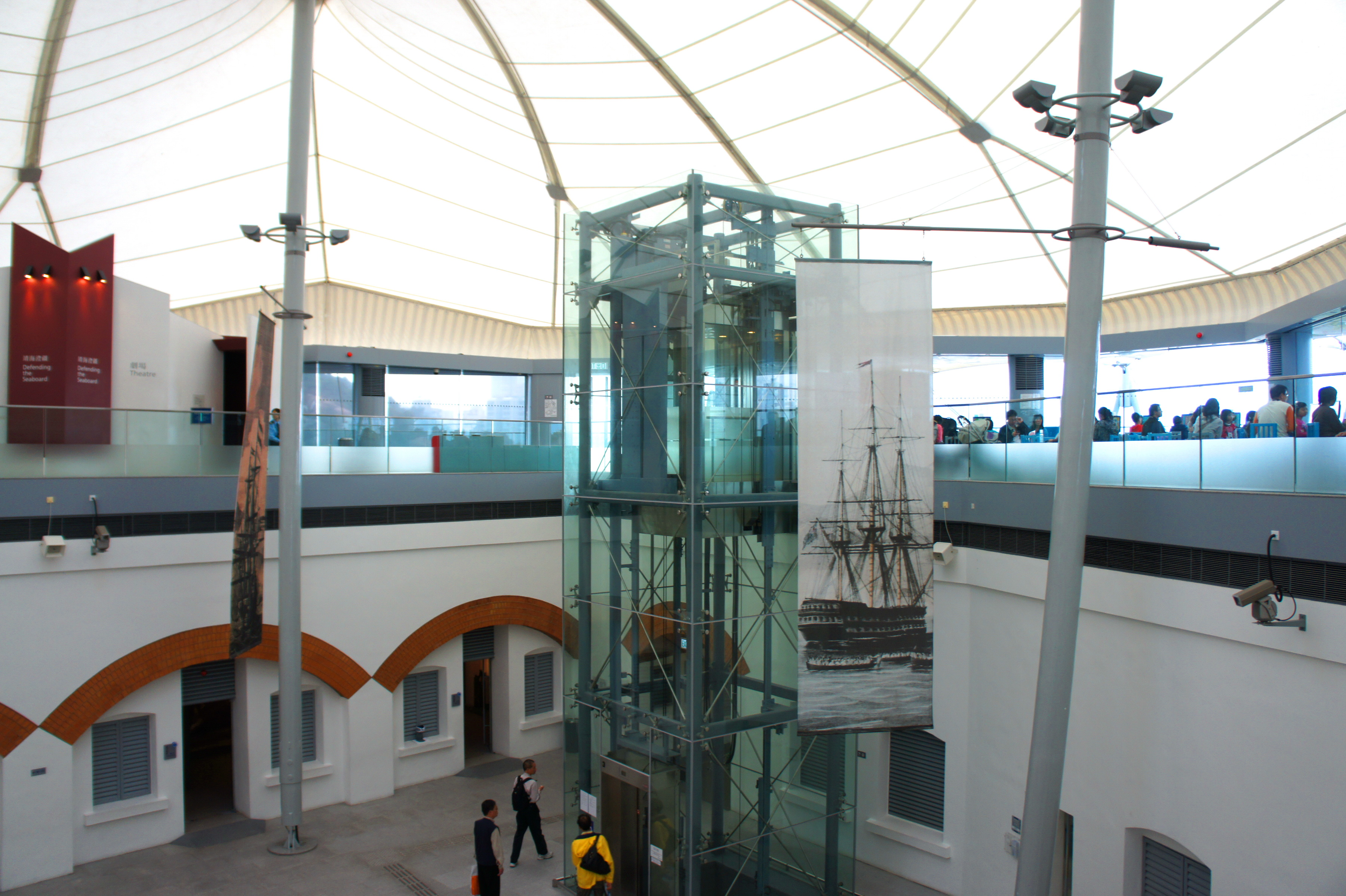
La redoute à deux niveaux.
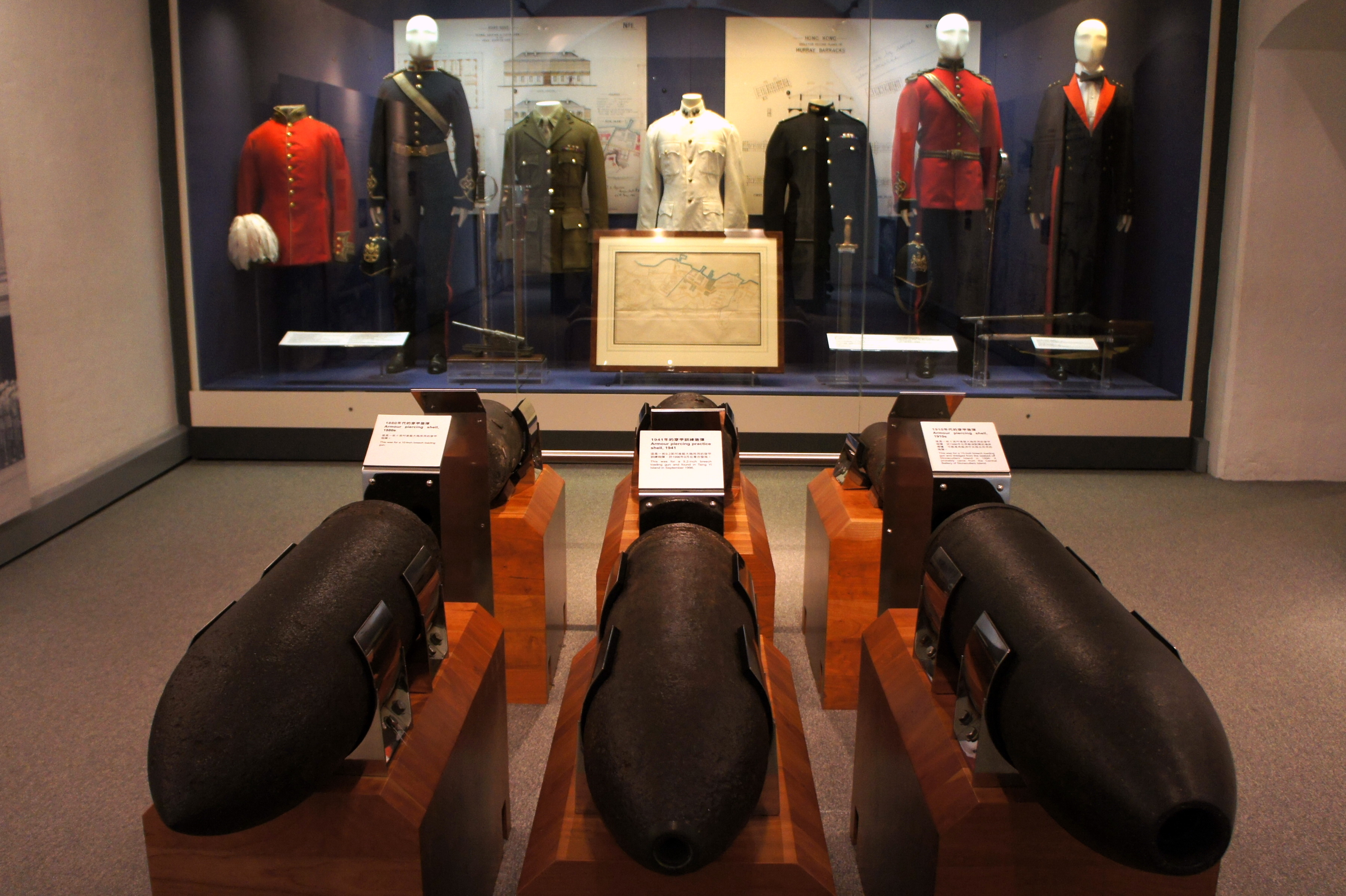
Galerie de la période britannique.
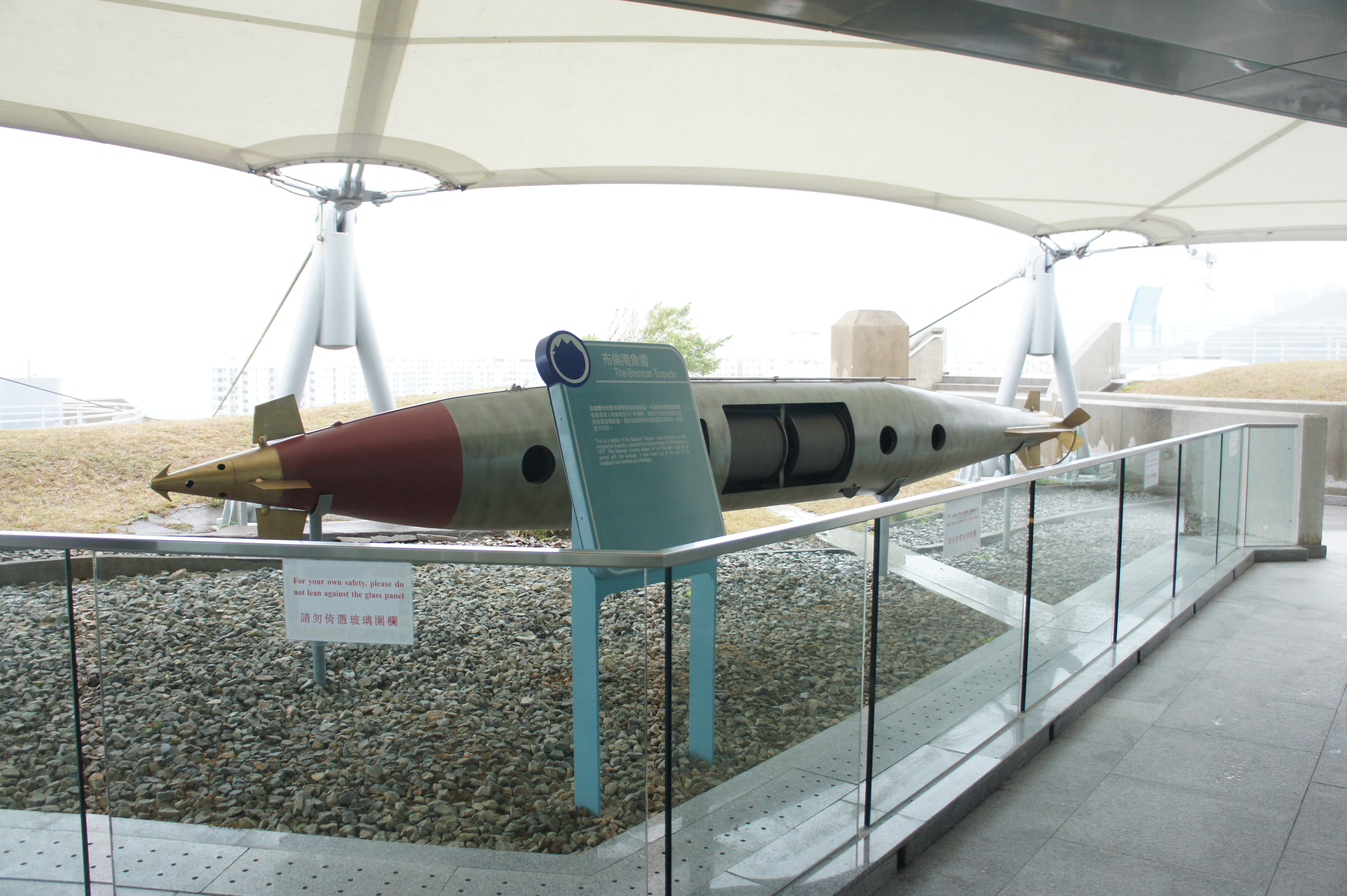
Une réplique d'une torpille Brennan (en).
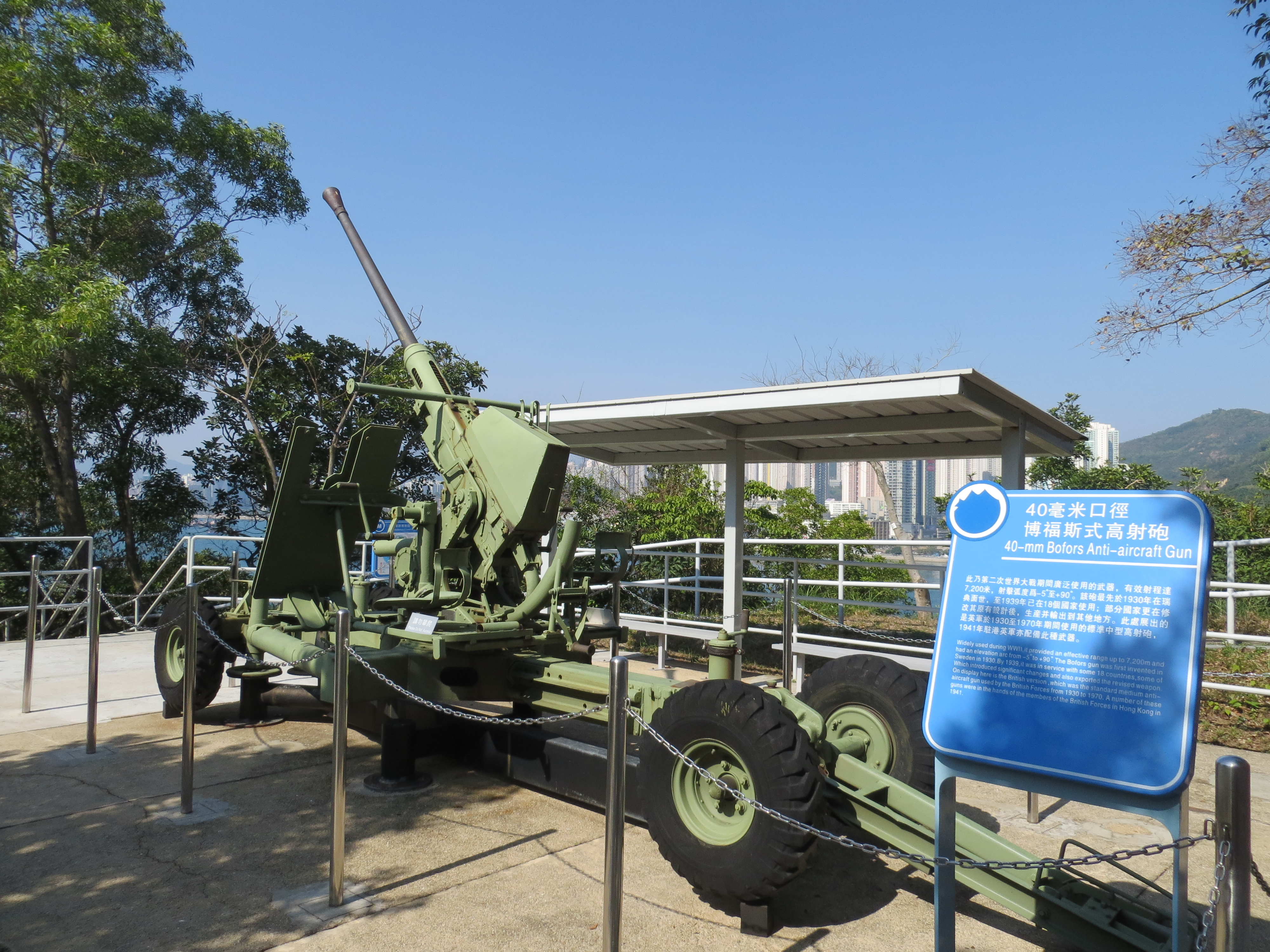
Un Bofors 40 mm.
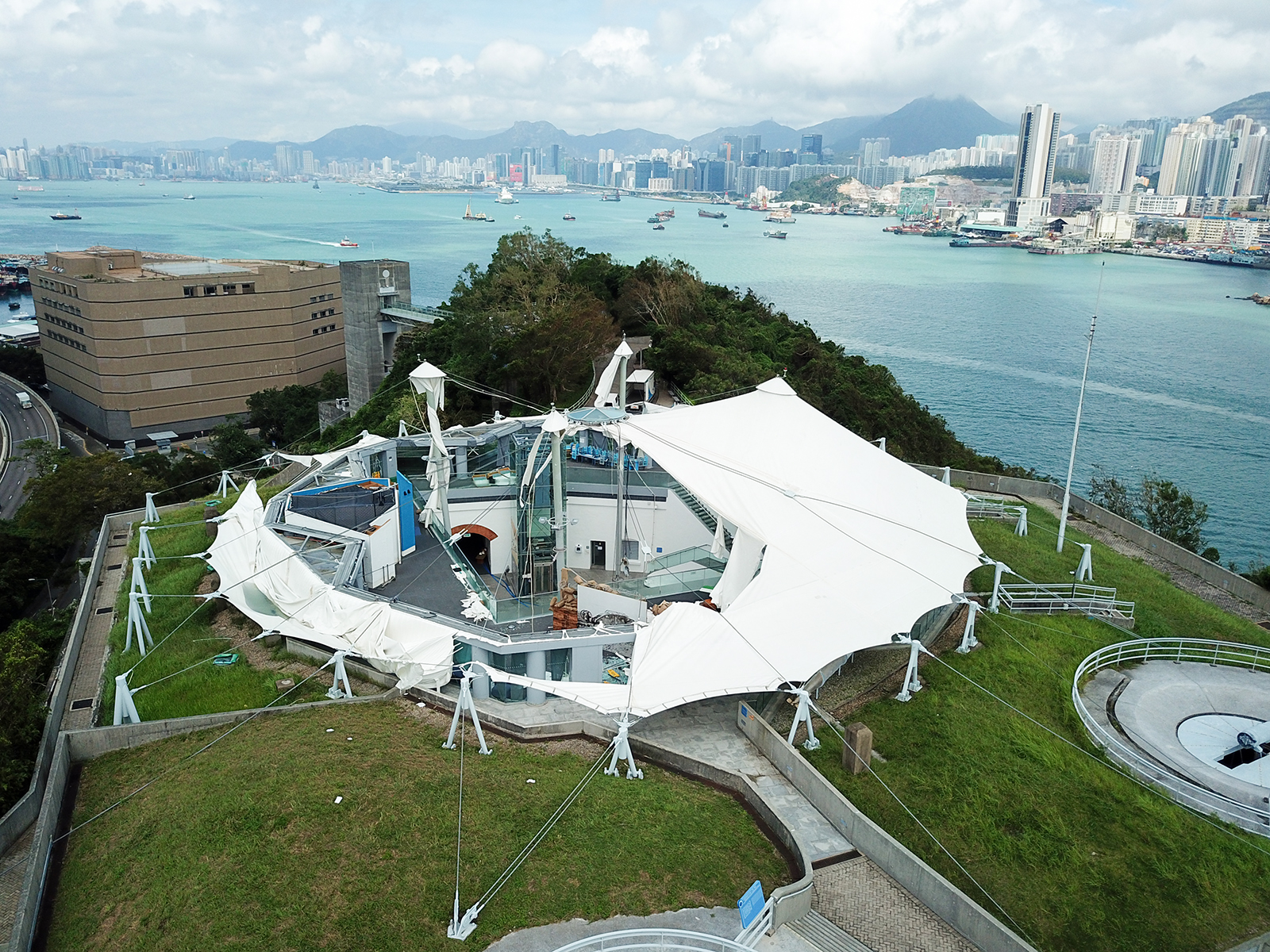
Le musée après le typhon Mangkhut.
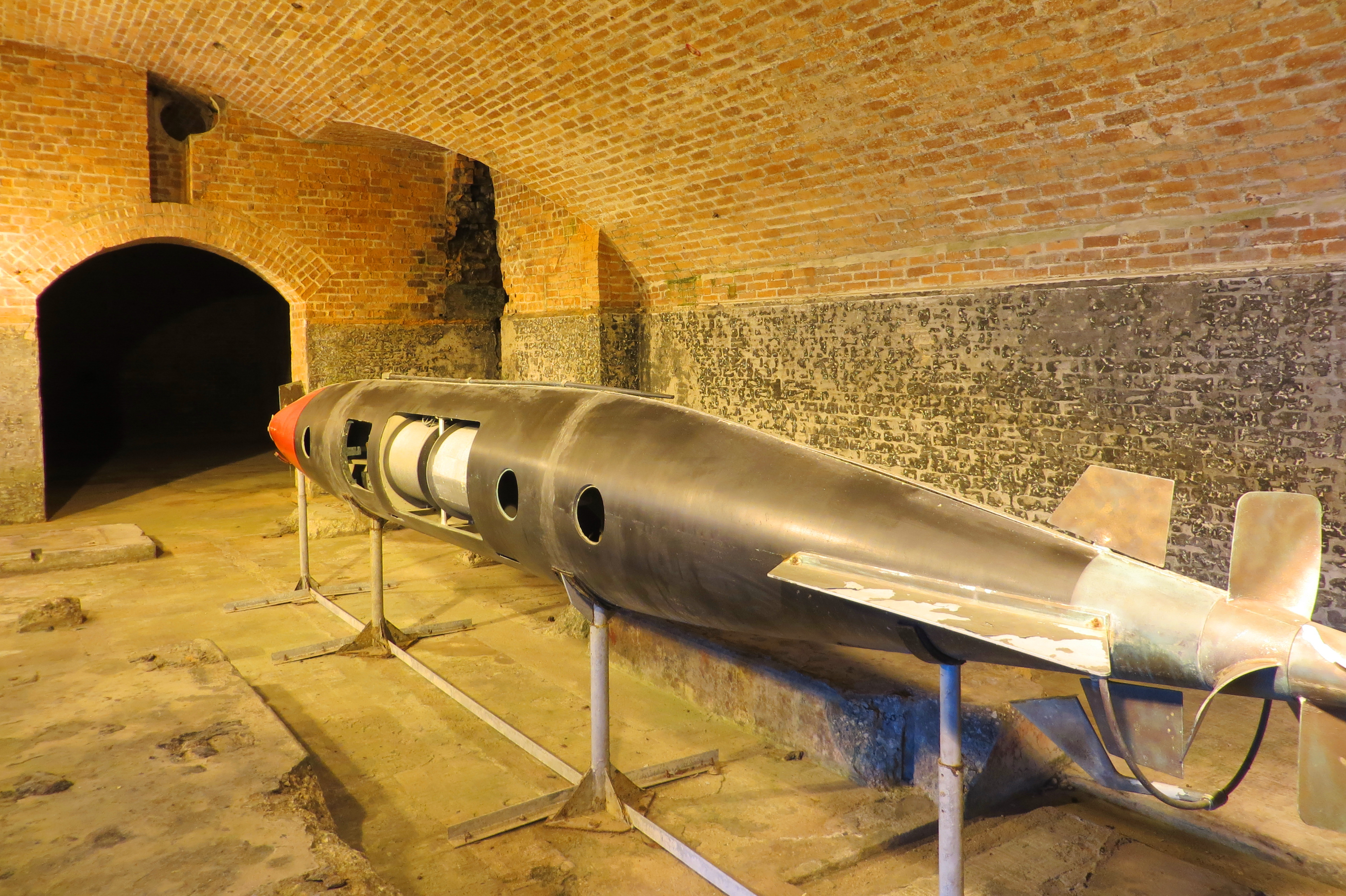
La station de lancement des torpilles Brennan face au canal de Lei Yue Mun.
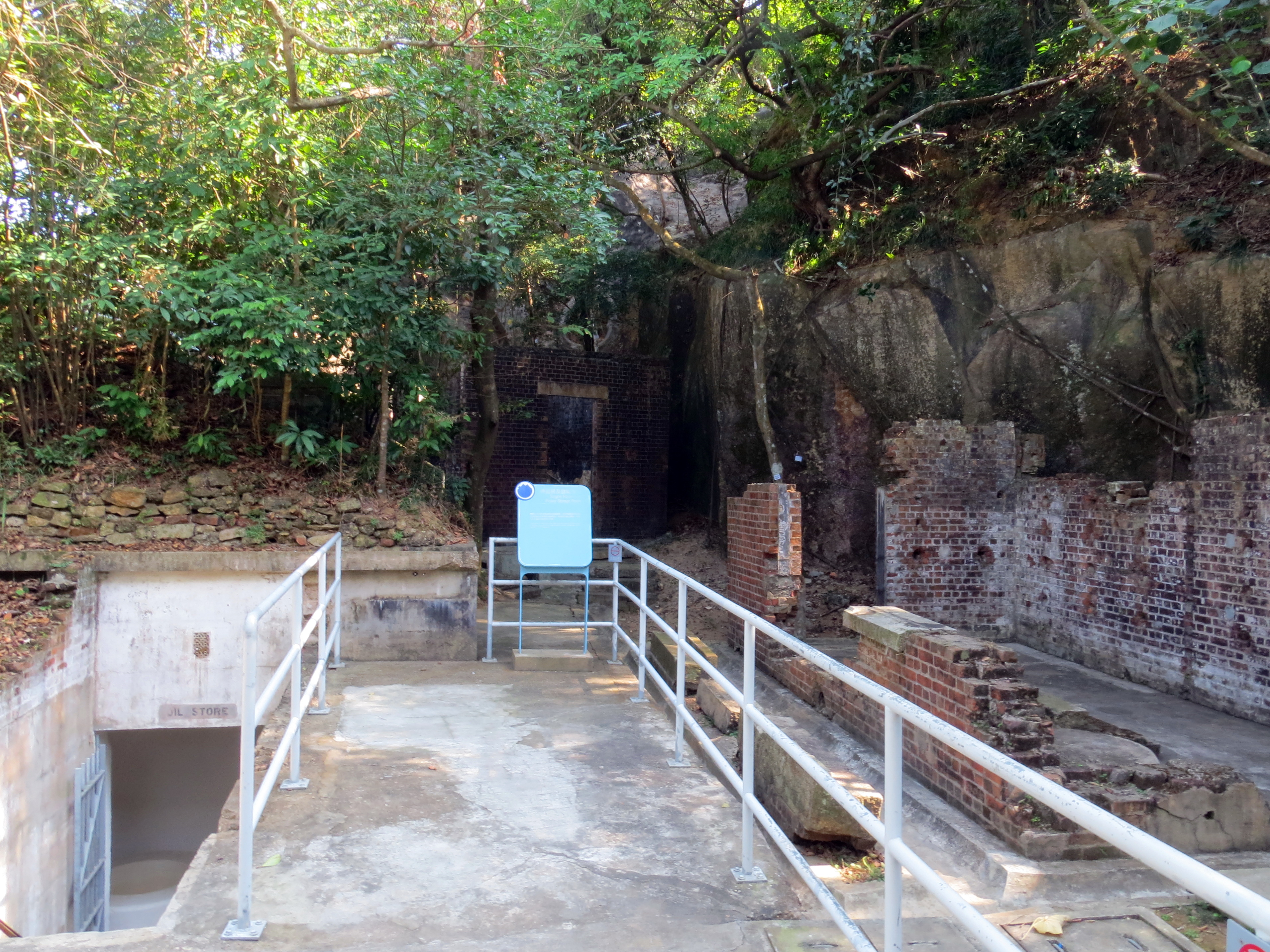
Les ruines de la salle des machines et de la salle de stockage d'énergie, en bas à gauche se trouve l'entrée de la salle de stockage d'essence.